# 鄧思啓
鄧思啓（？—？），字心甫，號存宇，福建福州府閩縣人，明朝政治人物。

## 生平
萬曆十六年（1588年）戊子科福建鄉試第四十二名舉人，十七年（1589年）己丑科三甲第四十名進士。工部觀政，六月授廣東香山縣知縣，二十二年升廣西太平府同知，二十九年升太平府知府，三十二年升廣西按察司副使，三十六年（1608年）十一月升雲南布政使司右參政，四十年（1612年）四月升雲南按察使，四十一年（1613年）六月升四川右布政使、分守建昌道。四十七年拾遺去職。

## 家族
曾祖鄧翰，教授。祖父鄧亨，教授。父鄧應策，生员。